# Halgania gustafsenii
Halgania gustafsenii är en strävbladig växtart som beskrevs av Ferdinand von Mueller. Halgania gustafsenii ingår i släktet Halgania och familjen strävbladiga växter. Inga underarter finns listade i Catalogue of Life.